# Eric Larsson
Jan Eric Anton Larsson (Gävle, 15 luglio 1991) è un calciatore svedese, difensore del Lillestrøm.

## Carriera

### Club
È cresciuto nelle giovanili del Gävle GIK.
Passato al maggiore club cittadino, il Gefle, il 5 aprile 2010 ha esordito nella massima serie subentrando nei minuti finali della sfida esterna contro il Mjällby. Nel corso dell'Allsvenskan 2010 ha collezionato due presenze, nell'Allsvenskan 2011 ha giocato dieci partite (anch'esse partendo dalla panchina), mentre nel 2012 è sceso in campo in 24 incontri di cui 8 da titolare. In questa stagione ha segnato anche il suo primo gol, decidendo la partita contro l'Örebro con un tiro al volo al 90' minuto.
Rimasto senza squadra una volta terminato il contratto con il Gefle, Larsson ha firmato un contratto di tre anni con il GIF Sundsvall appena retrocesso in Superettan. Al secondo tentativo la squadra è riuscita a tornare in Allsvenskan. Nel settembre 2015 il giocatore ha prolungato fino al termine della stagione 2017. Nel 2017 si è guadagnato una nomination per il premio di difensore dell'anno dell'Allsvenskan, nonostante abbia giocato in una squadra che ha lottato per la salvezza.
Alla conclusione del campionato 2017, i campioni di Svezia del Malmö FF hanno annunciato che Larsson sarebbe stato il sostituto del partente Anton Tinnerholm a partire dall'anno successivo, con un contratto quadriennale firmato a parametro zero. In occasione dell'Allsvenskan 2020, nella quale ha giocato in tutte e 30 le giornate previste da calendario, ha vinto il suo primo titolo nazionale, poi bissato l'anno successivo con la vittoria dell'Allsvenskan 2021. In maglia azzurra è rimasto per quattro anni e mezzo, fino alla cessione avvenuta nel corso della stagione 2022.
Il 16 agosto 2022 è stato ufficialmente ceduto dal Malmö ai greci dell'OFI Creta a fronte di un contratto biennale.

### Nazionale
Larsson ha collezionato 4 apparizioni con la Nazionale svedese Under-17, tutte ottenute nel 2006.

## Palmarès

### Club

#### Competizioni nazionali
- Campionato svedese: 2

Malmö: 2020, 2021
- Coppa di Svezia: 1

Malmö: 2021-2022